# Estell Manor
Estell Manor és una població dels Estats Units a l'estat de Nova Jersey. Segons el cens del 2008 tenia 1.716 habitants.

## Demografia
Segons el cens del 2000, Estell Manor tenia 1.585 habitants, 528 habitatges, i 432 famílies. La densitat de població era d'11,4 habitants/km².
Dels 528 habitatges en un 41,1% hi vivien nens de menys de 18 anys, en un 71% hi vivien parelles casades, en un 7,4% dones solteres, i en un 18% no eren unitats familiars. En el 13,8% dels habitatges hi vivien persones soles el 6,8% de les quals corresponia a persones de 65 anys o més que vivien soles. El nombre mitjà de persones vivint en cada habitatge era de 2,95 i el nombre mitjà de persones que vivien en cada família era de 3,27.
Per edats la població es repartia de la següent manera: un 30,2% tenia menys de 18 anys, un 6,5% entre 18 i 24, un 30,1% entre 25 i 44, un 23,6% de 45 a 60 i un 9,7% 65 anys o més.
L'edat mediana era de 37 anys. Per cada 100 dones de 18 o més anys hi havia 101,6 homes.
La renda mediana per habitatge era de 54.653 $ i la renda mediana per família de 56.548 $. Els homes tenien una renda mediana de 42.305 $ mentre que les dones 29.219 $. La renda per capita de la població era de 19.469 $. Aproximadament el 4,9% de les famílies i el 4,9% de la població estaven per davall del llindar de pobresa.

## Poblacions més properes
El següent diagrama mostra les poblacions més properes.